# Samho-dong
Samho-dong là một dong, hoặc phường, của Nam-gu ở Ulsan, Hàn Quốc.

## Liên kết
Trang chủ Ulsan Namgu